# Tour de France 1953
Die 40. Tour de France führte vom 3. bis 26. Juli 1953 auf 22 Etappen über 4.479 km. Vorjahressieger Fausto Coppi konnte wegen einer Verletzung nicht teilnehmen. Der Schweizer Hugo Koblet, Sieger von 1951, schied während der Tour nach einem Sturz aus. Es nahmen 119 Rennfahrer an der Rundfahrt teil, von denen 76 klassifiziert wurden.

## Rennverlauf
Der Schweizer Fritz Schär konnte die ersten beiden Etappen gewinnen und trug für einige Tage das Gelbe Trikot. Auf der fünften Etappe übernahm der in einer Ausreißergruppe vertretene Roger Hassenforder die Führung, ehe erneut Schär das Trikot für zwei weitere Tage tragen durfte. Am Ende der Rundfahrt konnte sich Schär über das Grüne Trikot freuen, das zum ersten Mal vergeben wurde.
Auf der elften Etappe gewann der Toursieger von 1947, Jean Robic, nachdem er auch alle Berge des Tages als erster überquert hatte und übernahm die Führung in der Gesamtwertung. Zum ersten Mal durfte er am folgenden Tag auch das Gelbe Trikot tragen, bei seinem Sieg 1947 hatte er erst am letzten Tag die Führung übernommen. Doch auf der nächsten Etappe stürzte Robic und musste ansehen, wie das französische Nationalteam angriff. Sein Team "Frankreich-West" konnte ihn nicht genügend unterstützen und Robic handelte sich über 20 Minuten Rückstand ein.
Auf der 18. Etappe nach Briançon attackierte Louison Bobet am Col d’Izoard und kam nach einer Soloflucht mit über fünf Minuten ins Ziel. Auf der Abfahrt vom Izoard nahm Robic noch eine zehn Kilogramm schwere Wasserflasche auf, konnte seinen Landsmann Bobet aber nicht mehr einholen. Bobet übernahm damit die Gesamtführung, die er zwei Tage später mit einem Sieg beim Einzelzeitfahren festigte. Bei seiner sechsten Teilnahme konnte Bobet den ersten Toursieg feiern. Zweiter wurde der Franzose Jean Malléjac, er hatte das Gelbe Trikot für fünf Tage getragen, ehe Bobet angriff.

## Die Etappen
| Etappe     | Datum    | Etappenorte                    | type              | Länge (km) | Etappensieger        | Gesamtführender    |
| ---------- | -------- | ------------------------------ | ----------------- | ---------- | -------------------- | ------------------ |
| 1. Etappe  | 3. Jul.  | Straßburg – Metz               | Flachetappe       | 195        | Fritz Schär          | Fritz Schär        |
| 2. Etappe  | 4. Jul.  | Metz – Lüttich                 | Flachetappe       | 227        | Fritz Schär          | Fritz Schär        |
| 3. Etappe  | 5. Jul.  | Lüttich – Lille                | Flachetappe       | 221        | Stanislas Bober      | Fritz Schär        |
| 4. Etappe  | 6. Jul.  | Lille – Dieppe                 | Flachetappe       | 188        | Gerrit Voorting      | Fritz Schär        |
| 5. Etappe  | 7. Jul.  | Dieppe – Caen                  | Flachetappe       | 200        | Jean Malléjac        | Roger Hassenforder |
| 6. Etappe  | 8. Jul.  | Caen – Le Mans                 | Flachetappe       | 206        | Martin Van Geneugden | Roger Hassenforder |
| 7. Etappe  | 9. Jul.  | Le Mans – Nantes               | Flachetappe       | 181        | Livio Isotti         | Roger Hassenforder |
| 8. Etappe  | 10. Jul. | Nantes – Bordeaux              | Flachetappe       | 345        | Jan Nolten           | Roger Hassenforder |
|            | 11. Jul. | Ruhetag                        |                   |            |                      |                    |
| 9. Etappe  | 12. Jul. | Bordeaux – Pau                 | Flachetappe       | 197        | Fiorenzo Magni       | Fritz Schär        |
| 10. Etappe | 13. Jul. | Pau – Cauterets                | Hochgebirgsetappe | 103        | Jesús Loroño         | Fritz Schär        |
| 11. Etappe | 14. Jul. | Cauterets – Bagnères-de-Luchon | Hochgebirgsetappe | 115        | Jean Robic           | Jean Robic         |
| 12. Etappe | 15. Jul. | Bagnères-de-Luchon – Albi      | Flachetappe       | 228        | André Darrigade      | François Mahé      |
| 13. Etappe | 16. Jul. | Albi – Béziers                 | Hochgebirgsetappe | 189        | Nello Lauredi        | Jean Malléjac      |
| 14. Etappe | 17. Jul. | Béziers – Nîmes                | Hochgebirgsetappe | 214        | Bernard Quennehen    | Jean Malléjac      |
| 15. Etappe | 18. Jul. | Nîmes – Marseille              | Flachetappe       | 173        | Maurice Quentin      | Jean Malléjac      |
| 16. Etappe | 19. Jul. | Marseille – Monaco             | Hochgebirgsetappe | 236        | Wim van Est          | Jean Malléjac      |
|            | 20. Jul. | Ruhetag                        |                   |            |                      |                    |
| 17. Etappe | 21. Jul. | Monaco – Gap                   | Hochgebirgsetappe | 261        | Wout Wagtmans        | Jean Malléjac      |
| 18. Etappe | 22. Jul. | Gap – Briançon                 | Hochgebirgsetappe | 165        | Louison Bobet        | Louison Bobet      |
| 19. Etappe | 23. Jul. | Briançon – Lyon                | Hochgebirgsetappe | 227        | Georges Meunier      | Louison Bobet      |
| 20. Etappe | 24. Jul. | Lyon – Saint-Étienne           | Einzelzeitfahren  | 70         | Louison Bobet        | Louison Bobet      |
| 21. Etappe | 25. Jul. | Saint-Étienne – Montluçon      | Flachetappe       | 210        | Wout Wagtmans        | Louison Bobet      |
| 22. Etappe | 26. Jul. | Montluçon – Paris              | Flachetappe       | 328        | Fiorenzo Magni       | Louison Bobet      |

## Endergebnisse
| \| Gesamtwertung \| Gesamtwertung \| Gesamtwertung \| Gesamtwertung \| Gesamtwertung \| \| Fahrer \| Fahrer \| Land \| Team \| Zeit \| \| ------------- \| ----------------- \| ------------- \| --------------------- \| ----------------- \| \| 1. \| Louison Bobet \| Frankreich \| \| 129 h 23 min 25 s \| \| 2. \| Jean Malléjac \| Frankreich \| \| + 14 min 18 s \| \| 3. \| Giancarlo Astrua \| Italien \| \| + 15 min 02 s \| \| 4. \| Alex Close \| Belgien \| \| + 17 min 35 s \| \| 5. \| Wout Wagtmans \| Niederlande \| Locomotief-Vredestein \| + 18 min 05 s \| \| 6. \| Fritz Schär \| Schweiz \| \| + 18 min 44 s \| \| 7. \| Antonin Rolland \| Frankreich \| \| + 23 min 03 s \| \| 8. \| Nello Lauredi \| Frankreich \| \| + 26 min 03 s \| \| 9. \| Raphaël Géminiani \| Frankreich \| \| + 27 min 18 s \| \| 10. \| François Mahé \| Frankreich \| \| + 28 min 26 s \| |                   |             |                       |                   |
| |                   |             |                       |                   |
| Quelle: ProCyclingStats |                   |             |                       |                   |
| Gesamtwertung |                   |             |                       |                   |
| Fahrer | Fahrer            | Land        | Team                  | Zeit              |
| 1. | Louison Bobet     | Frankreich  |                       | 129 h 23 min 25 s |
| 2. | Jean Malléjac     | Frankreich  |                       | + 14 min 18 s     |
| 3. | Giancarlo Astrua  | Italien     |                       | + 15 min 02 s     |
| 4. | Alex Close        | Belgien     |                       | + 17 min 35 s     |
| 5. | Wout Wagtmans     | Niederlande | Locomotief-Vredestein | + 18 min 05 s     |
| 6. | Fritz Schär       | Schweiz     |                       | + 18 min 44 s     |
| 7. | Antonin Rolland   | Frankreich  |                       | + 23 min 03 s     |
| 8. | Nello Lauredi     | Frankreich  |                       | + 26 min 03 s     |
| 9. | Raphaël Géminiani | Frankreich  |                       | + 27 min 18 s     |
| 10. | François Mahé     | Frankreich  |                       | + 28 min 26 s     |

| Punktewertung | Punktewertung     | Punktewertung | Punktewertung | Punktewertung |
| Fahrer        | Fahrer            | Land          | Team          | Punkte        |
| ------------- | ----------------- | ------------- | ------------- | ------------- |
| 1.            | Fritz Schär       | Schweiz       |               | 271 P.        |
| 2.            | Fiorenzo Magni    | Italien       | Ganna-Ursus   | 307 P.        |
| 3.            | Raphaël Géminiani | Frankreich    |               | 406 P.        |

| Bergwertung | Bergwertung    | Bergwertung | Bergwertung | Bergwertung |
| Fahrer      | Fahrer         | Land        | Team        | Punkte      |
| ----------- | -------------- | ----------- | ----------- | ----------- |
| 1.          | Jesús Loroño   | Spanien     |             | 54 P.       |
| 2.          | Louison Bobet  | Frankreich  |             | 36 P.       |
| 3.          | Joseph Mirando | Frankreich  |             | 30 P.       |